# EP 1 (Qveen Herby)
EP 1 è l'EP di debutto della cantante statunitense Qveen Herby, pubblicato il 2 giugno 2017 dalla Checkbook. Dall'album è stato estratto il singolo Busta Rhymes.

## Tracce
1. Gucci – 3:28
2. Busta Rhymes – 3:27
3. Zombie – 3:09
4. Wild – 3:06
5. Till We Get By – 3:33